# 比什普博阿镇
比什普博阿镇是葡萄牙波尔图区的一个堂区。总面积11.71平方公里，总人口3085人，人口密度263.5人/平方公里。